# 平凉路街道
平凉路街道，是中华人民共和国上海市杨浦区下辖的一个乡镇级行政单位。面积3.22平方公里。户籍人口11.42万人（2008年）。是杨浦区党政机关所在地。

## 行政区划
平凉路街道下辖以下居委会：
许阳社区、惠明社区、纺三社区、明园村社区、怀德社区、上水工房社区、秦家弄社区、兰州社区、福宁社区、霍新社区、万新社区、锦杨苑社区、海杨社区、嘉禄社区和福禄社区。